# Carbonylfluoride
Carbonylfluoride is een kleurloos, zeer hygroscopisch gas met een scherpe geur. Het is 2,2 maal zwaarder dan lucht. De kritische temperatuur is 14,7 °C. Chemisch gezien is carbonylfluoride het dizuurfluoride van koolzuur.

## Synthese
Carbonylfluoride kan worden gevormd door de reactie van koolstofmonoxide (CO) met fluorgas (F2):
{\displaystyle \mathrm {CO\ +\ F_{2}\ \longrightarrow \ COF_{2}} }
Gewoonlijk gebeurt dit met een overmaat aan fluor, omdat in het omgekeerde geval (overmaat koolstofmonoxide) er ontploffingsgevaar bestaat. In een bijreactie wordt tetrafluormethaan (CF4) gevormd, een zeer sterk broeikasgas. Om deze nadelen te vermijden en op een veilige manier carbonylfluoride te produceren en de vorming van CF4 te onderdrukken, is voorgesteld om de reactie in een vloeistof te laten doorgaan of onder verlaagde druk (ca. 100 kPa), waarbij het fluorgas eventueel eerst met stikstofgas is gemengd.
Carbonylfluoride wordt ook verkregen door de reactie van koolstofmonoxide met zilverdifluoride (AgF2).
Een andere synthesemethode is de reactie van fosgeen met waterstoffluoride (HF):
{\displaystyle \mathrm {2\ HF+COCl_{2}\ \longrightarrow COF_{2}+2\ HCl} }
Carbonylfluoride wordt ook gevormd bij de verhitting of verbranding van fluorkoolwaterstoffen (gefluoreerde koolwaterstoffen).

## Toepassingen
Er zijn weinig toepassingen bekend voor carbonylfluoride. Het is een tussenproduct bij de synthese van organische fluorverbindingen. Het wordt in de halfgeleiderindustrie gebruikt voor het reinigen van chemical vapor deposition-apparatuur.

## Toxicologie en veiligheid
Carbonylfluoride is een zeer hygroscopisch gas: in vochtige lucht vormt het witte dampen. Het is niet ontvlambaar. Het hydrolyseert onmiddellijk in water, waarbij het corrosieve waterstoffluoride gevormd wordt:
{\displaystyle \mathrm {COF_{2}\ +\ H_{2}O\ \longrightarrow \ CO_{2}\ +\ 2\ HF} }
Het is een giftig gas, dat de longen beschadigt en is sterk irriterend voor huid, ogen, slijmvlies en ademhalingswegen.